# Taunton (Minnesota)
Taunton es una ciudad ubicada en el condado de Lyon en el estado estadounidense de Minnesota. En el Censo de 2010 tenía una población de 139 habitantes y una densidad poblacional de 53,14 personas por km².

## Geografía
Taunton se encuentra ubicada en las coordenadas 44°35′39″N 96°3′47″O / 44.59417, -96.06306. Según la Oficina del Censo de los Estados Unidos, Taunton tiene una superficie total de 2.62 km², de la cual 2.62 km² corresponden a tierra firme y (0%) 0 km² es agua.

## Demografía
Según el censo de 2010, había 139 personas residiendo en Taunton. La densidad de población era de 53,14 hab./km². De los 139 habitantes, Taunton estaba compuesto por el 100% blancos, el 0% eran afroamericanos, el 0% eran amerindios, el 0% eran asiáticos, el 0% eran isleños del Pacífico, el 0% eran de otras razas y el 0% pertenecían a dos o más razas. Del total de la población el 0% eran hispanos o latinos de cualquier raza.